# Vorombe
Vorombe là một trong ba giống chim voi, một họ loài chim chạy to lớn đã tuyệt chủng đặc hữu ở Madagascar. Các mẫu vật thuộc loài này bao gồm các loài chim nặng nhất được biết, và ban đầu được coi như là các mẫu Aepyornis lớn. Mẫu được dựng vào năm 2018 sau khi đã phân tích kiểu hình chi tiết.

## Phân loài và tên gọi

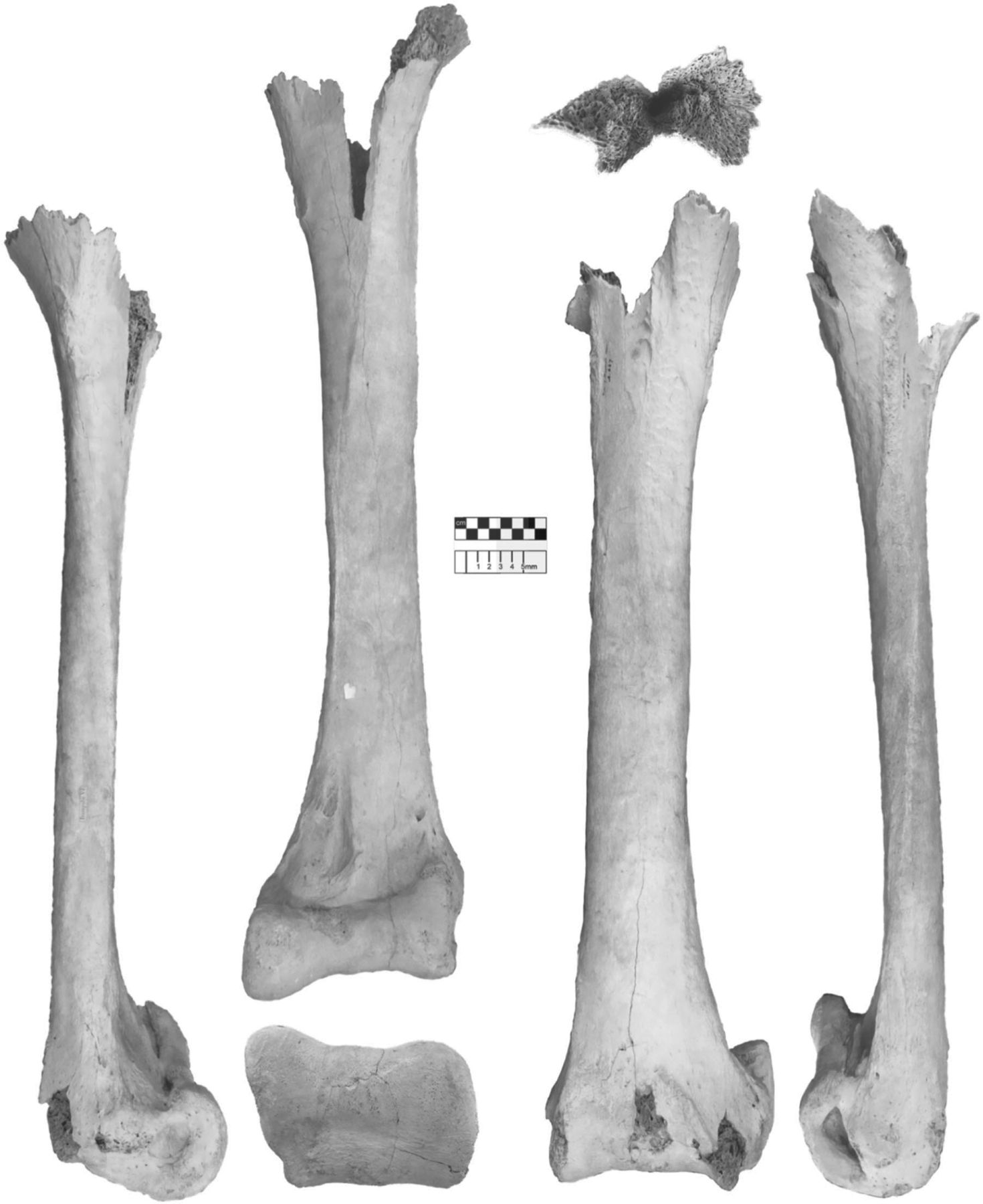
Tibiotarsus

"Vorombe titan" lần đầu tiên được mô tả bởi Charles William Andrews như loài "Aepyornis titan" năm 1894. Nó được xếp cùng với các loài Aepyornis, A. maximus, bởi nhà cổ sinh vật học người Mỹ Pierce Brodkorb năm 1963. Năm 2018, James Hansford và Samuel Turvey, hai nhà nghiên cứu từ tổ chức Zoological Society của London, nhận thấy nó hoàn toàn khác biệt với "Aepyornis" và xếp nó vào trong chi mới là "Vorombe". Họ cũng công nhận "Aepyornis ingens" là cùng họ với "V. titan". Nghiên cứu của Hansford và Turvey là nghiên cứu phân loại lại loài chim voi đầu tiên trong hơn 50 năm qua.
Tên chi Vorombe có nguồn gốc từ tiếng Malagasy "vorombe" có nghĩa là "loài chim to lớn" trong khi tên cụ thể là "titan" có nguồn gốc từ tiếng Hy Lạp cổ đại "Τιτάν (Titan)", đề cập đến các vị thần Hy Lạp trong 12 vị thần trên đỉnh Olympus.

## Mẫu vật và tính năng
Chuỗi vật mẫu đồng kiểu của "Vorombe titan" bao gồm xương đùi (NHMUK A439) và xương chày (NHMUK A437) được tìm thấy tại thị trấn Itampolo (Itampulu Vé), Madagascar.
Xương đùi của "Vorombe" to hơn đáng kể so với loài "Aepyornis" và Mullerornis trong tất cả các phép đo. Các đặc điểm đáng chú ý bao gồm các đầu gần phóng to và đầu mút, độ cong cấp tính hơn ở lề vừa phải của chỏm xương đùi (caput femoris), sự hiện diện của một sườn phụ cạnh bên được đánh dấu, và một ống trung gian (condylus medialis) được mở rộng về y học và phẳng hơn của "Aepyornis". Tibiotarsus cực kỳ lớn so với "Aepyornis" và "Mullerornis". Các đầu gần và đầu mút được mở rộng, đặc biệt là qua trung gian. Nó có một sự chuyển tiếp hẹp hơn được làm dấu vào trục, hẹp hơn theo tỷ lệ tổng chiều dài so với "Aepyornis".
Xương cổ chân lớn hơn đáng kể và rộng hơn ở gần giữa so với các loài khác, chủ yếu là ở đầu gần và đầu mút. Phần bên của bề ngoài đầu gần nhô ra gần như ở phần ở giữa, tạo ra bề ngoài khớp gần góc cạnh nổi bật tương tự như bề ngoài của" A. hildebrandti". Xương cổ chân lớn hơn "Mullerornis" trong tất cả các phép đo, và lớn hơn "Aepyornis" trong hầu hết các phép đo.
Các mẫu từ hai xương đùi được cho là của "Vorombe titan" (mẫu vật MNHN MAD 364 và NHMUK A2142) được gửi cho máy đo phổ khối xúc tác cacbon-14 có niên đại tại Đơn vị xúc tác Radiocarbon của Oxford và hiệu chỉnh bằng ShCal13. Cả hai mẫu vật đều có niên đại ở thế Holocene (3,680 đến 2,352 trước Công nguyên).